# Susana Ramos
Suzana Simões Reis Alves Ramos é uma escritora e tradutora portuguesa de literatura infantojuvenil.

## Obras
- "O Tamanho da minha Altura (entre outras coisas)" com ilustração de Marta Neto ISBN 9789723713817[1]
- "Pequeno livro do tempo" com ilustração de Marta Neto ISBN 9789723614336[1]
- "Histórias de Pontuar" com ilustração de Marta Neto ISBN 9789725766156[1]

## Traduções
- "O cão mal desenhado" ISBN 978-972-576-332-2[2]
- "A formiga horripilante" ISBN 978-972-576-556-2[2]
- "O Casaquinho Vermelho" ISBN 978-972-576-452-7[2]
- "O gato adormecido" ISBN 978-972-576-411-4[2]
- "A ovelhinha que veio para o jantar" ISBN 978-972-576-541-8[2]
- "A Idade Média" ISBN 978-972-576-225-7[2]
- "João porcalhão" ISBN 978-972-576-515-9[3]
- "A idade média" ISBN 972-576-225-8[3]
- "Não quero fazer ballet!"
- "A fada Carolina : a ilha dos segredos"
- "A fada Carolina : magia para principiantes"
- "A ovelhinha que veio para o jantar"
- "Beijinhos não dou!"
- "O que é a felicidade?"
- "O que são a beleza e a arte?"
- "Cinderela - uma História de Amor Art Déco"

## Prémios
- 2007 - Prémio Literário Maria Rosa Colaço (categoria Infantil) com "O Tamanho da minha Altura (entre outras coisas)"[4]